# 横山正巳
横山 正巳（よこやま まさみ、1953年 - ）は、日本の救急救命学者。帝京大学医療技術学部スポーツ医療学科教授。
東京消防庁救急部救急指導課長、消防署長、第六消防方面本部消防正監任命本部長を歴任した。

## 来歴
1972年東京消防庁に入庁、日本橋消防署消防士。1977年杉並消防署消防士長。1978年3月駒澤大学法学部法律学科卒業。
1981年月浅草消防署救急隊長。1988年国分寺消防署消防司令。教養担当係長、出張所長、救急係長・大隊長。1992年救急救命士取得。1993年消防学校教養課 救急教養担当係長。同年11月東京消防庁 救急部 救急指導課 救急技術担当係長。1995年同部救急管理課 救急情報係長。1997年同課 救急管理係長。2000年光が丘消防署消防司令長、予防課長。2001年消防科学研究所第四研究室室長。2003年救急部 救急指導課長。
2006年日本堤消防署署長、消防監。2008年目黒消防署署長。2010年八王子消防署署長。2011年第六消防方面本部（台東区・荒川区・足立区管内）消防正監任命本部長。
2013年4月帝京大学 医療技術学部スポーツ医療学科教授。救急救命士コース主任教授。
日本臨床救急医学会プレホスピタルに関する検討委員会および財団法人日本救急医療財団救急救命士国家試験出題基準委員会委員を務める。

## 受賞
- 2014年　消防庁長官表彰[8]

## 著書
- 「国立国会図書館サーチ」を参照

### 論文
- CiNii>